# Fabrice Leggeri
Fabrice Joël Roger Leggeri (Mulhouse, 28 de marzo de 1968) es un alto funcionario, político y diplomático francés que ha desarrollado gran parte de su carrera en el Ministerio del Interior, en particular en el cargo de subprefecto. Fue director de la agencia Agencia Europea de la Guardia de Fronteras y Costas (Frontex) de la Unión Europea entre 2015 y 2022 cuando se vio obligado a dimitir después de que la Oficina Europea de Lucha contra el Fraude (OLAF) recomendara la apertura de procedimientos disciplinarios en su contra.
En febrero de 2024 anunció, en una entrevista con Le Journal du Dimanche, que sería el candidato número tres en la lista de la Agrupación Nacional para las Elecciones al Parlamento Europeo de 2024. Según dijo estaba decidido a «combatir la sobrecarga migratoria, que la Comisión Europea y los eurócratas no consideran un problema, sino un proyecto». En junio fue elegido diputado del Parlamento Europeo.

## Biografía

### Educación y carrera en Francia
Fabrice Leggeri se graduó en Historia (1990) e Historia Contemporánea (1991) en la Universidad de París. En 1992 obtuvo un diploma en el Instituto de Estudios Políticos de París. Se graduó en la École normale supérieure en 1993 y en la École nationale d'administration (ENA) de Estrasburgo en 1996.
De 1996 a 1999, trabajó en el Ministerio del Interior de Francia en tráfico transfronterizo, fronteras y visados. Al año siguiente, fue jefe de proyecto del director de asuntos territoriales, administrativos y políticos del Ministerio del Interior francés. De 2000 a 2003, estuvo adscrito a la Comisión Europea como experto nacional.
Como subprefecto en dos regiones francesas (Alta Normandía en 2003-2005, distrito de Châteaulin en 2005-2007) coordinó las fuerzas policiales y las fuerzas del orden y estableció planes de acción operativos para mantener el orden público y la seguridad. Desde 2007 dirigió la división de derecho internacional y europeo del Ministerio de Defensa de Francia. En 2001 se mudó a Seúl donde trabajó como jefe adjunto de la Embajada de Francia en Corea del Sur. Entre 2013 y 2014 dirigió la división de lucha contra la inmigración irregular del Ministerio del Interior francés, también a cargo de Schengen.

### Director de Frontex
El 16 de enero de 2015, sucedió al finlandés Ilkka Laitinen como director ejecutivo de la agencia Frontex de la UE, con sede en Varsovia.

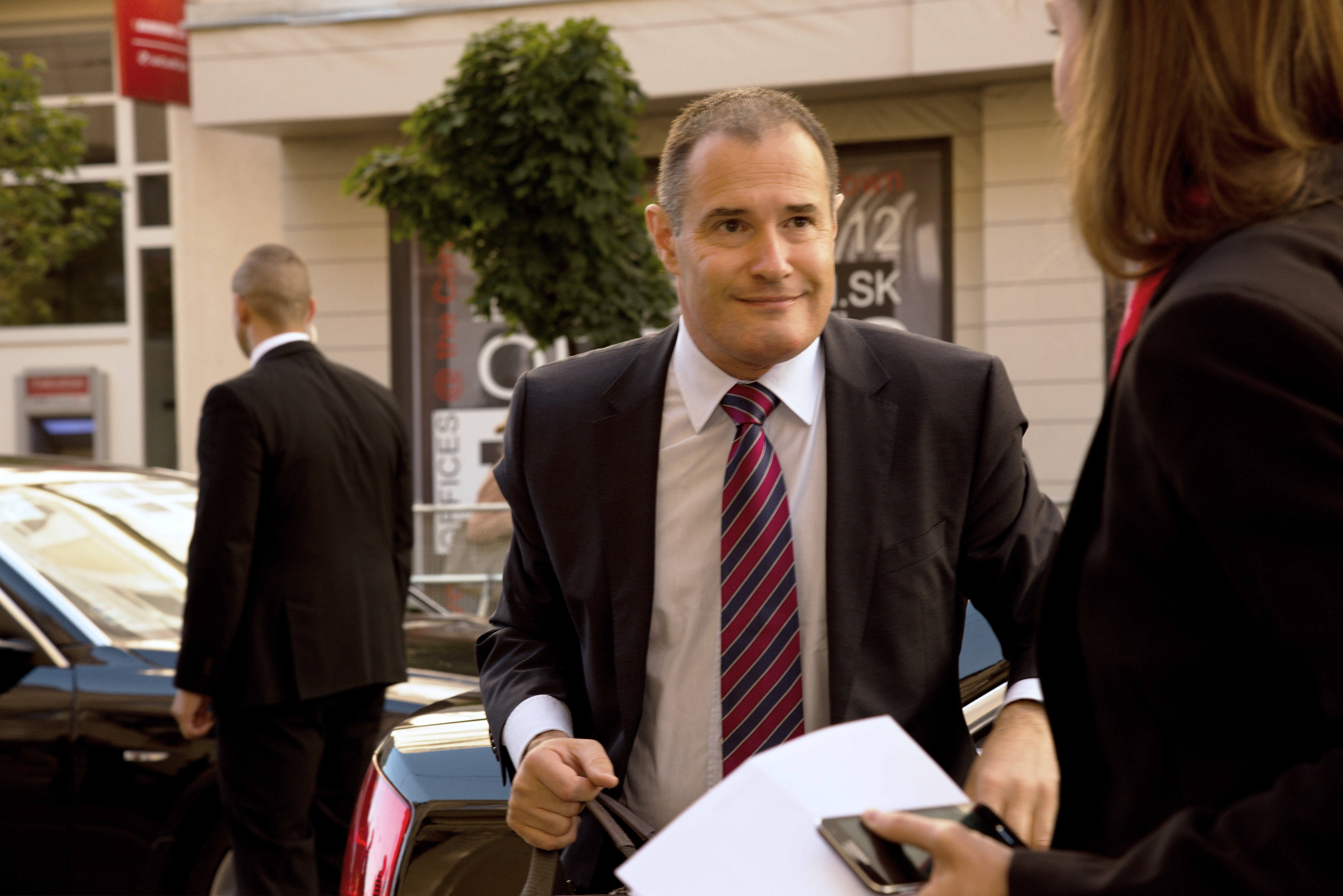
Fabrice Legger el 7 de julio de 2016 en una reunión informal de ministros del interior de la UE en Bratislava.

En mayo de 2015, el Defensor del Pueblo Europeo emitió recomendaciones para que Frontex mejorara sus modalidades para garantizar el respeto de los derechos fundamentales y la dignidad humana de las personas devueltas. El Defensor del Pueblo destacó la necesidad de que Frontex mejore la transparencia, modifique su código de conducta y promueva un control independiente y eficaz de las operaciones conjuntas de retorno de los emigrantes. Bajo el mandato de Leggeri, Frontex experimentó un aumento exponencial tanto en la dotación de personal (duplicándose a 500) y en recursos, como la nueva Agencia Europea de la Guardia Costera y de Fronteras, con la entrada en vigor del nuevo Reglamento 2019/1896. Al mismo tiempo, la Agencia fue objeto de múltiples y crecientes críticas debido a la falta de un control sistemático del cumplimiento de los derechos humanos en su trabajo, y a los crecientes informes de devoluciones ilegales realizadas por los guardacostas y la policía de fronteras de los Estados miembros de la UE, con el presunto conocimiento o complicidad de Frontex.
En julio de 2020, Leggeri compareció ante el comité de libertades civiles del Parlamento Europeo y afirmó que solo se había informado a su agencia de un incidente de rechazo. En octubre de 2020, el Defensor del Pueblo Europeo abrió una investigación sobre la gestión de Frontex de las solicitudes de acceso público a los documentos, tras múltiples denuncias. Solo se puede acceder a los documentos publicados por Frontex durante 15 días en el propio portal de la Agencia y se afirma que permanecen bajo los derechos de autor de la Agencia.

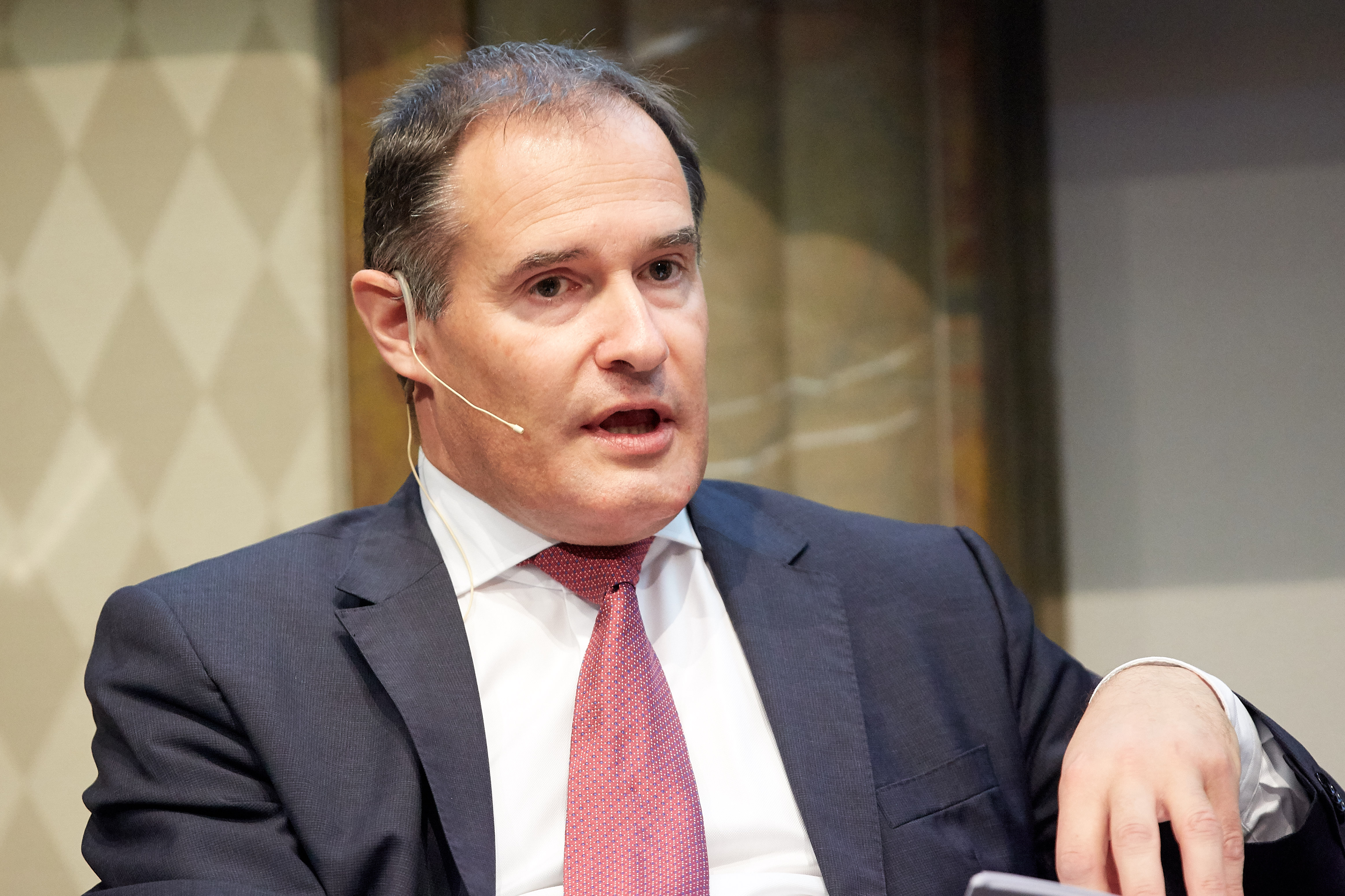
Fabrice Leggeri en una conferencia en Austria en 2018

En octubre de 2020, los eurodiputados del grupo parlamentario de la Izquierda en el Parlamento Europeo pidieron su dimisión tras diversas investigaciones periodísticas que destacaban el papel de Frontex en la expulsión de solicitantes de asilo hacia Turquía. La inversión de la Agencia de 100 millones de euros en drones de vigilancia también fue objeto de escrutinio. La comisaria europea, Ylva Johansson, solicitó una investigación sobre los informes de rechazo y convocó una reunión extraordinaria del consejo de administración de Frontex el 10 de noviembre. Las respuestas de Frontex a la comisión fueron publicadas posteriormente por el medio griego Efsyn.
El 1 de diciembre, Leggeri compareció ante el Parlamento Europeo para responder a las acusaciones de participación de Frontex en devoluciones ilegales de emigrantes. Los eurodiputados del Grupo de la Izquierda volvieron a pedir su dimisión.
El 7 de diciembre de 2020, el organismo de control antifraude de la Unión Europea, la OLAF, allanó las oficinas de Leggeri, así como las de su jefe de gabinete, Thibauld de La Haye Jousselin, como parte de una investigación sobre acusaciones de «acoso, mala conducta y devoluciones de migrantes». Según un documento interno al que tuvo acceso el periódico griego Ekathimerini, Leggeri «se resistió activamente» al reclutamiento de los cuarenta agentes de derechos fundamentales requeridos por el reglamento de la nueva Agencia Europea de la Guardia de Fronteras y Costas, respondiendo a las frecuentes preguntas del personal de la agencia a principios de 2020 de que «no es una prioridad». El autor también acusó a Leggeri de estar a cargo de un departamento de recursos humanos «cómicamente incompetente».

#### Reuniones no registradas con lobistas
En febrero de 2021, bajo el liderazgo de Leggeri, se acusó a Frontex de que su personal se había reunido «con decenas de lobistas no registrados que representan a las industrias de armas, vigilancia y biometría». La investigación también indicó que Frontex engañó al Parlamento Europeo. En 2018, Leggeri dijo a los eurodiputados en respuesta a una pregunta, que: «Frontex solo se reunió con lobistas que están registrados en el Registro de Transparencia de la UE... no se celebraron reuniones en 2017». Pero según los documentos obtenidos, Frontex «tuvo al menos cuatro reuniones con la industria» ese año, escribió el CEO. «De los veinticuatro organismos privados que participaron en estas reuniones, en su mayoría empresas, más de la mitad (58 % o catorce organismos) no estaban registrados en el Registro de Transparencia de la UE». En general, su investigación encontró que de 2017 a 2019, Frontex se reunió con 138 grupos privados: 108 empresas, diez centros de investigación o grupos de expertos, quince universidades y una organización no gubernamental. Las organizaciones de derechos humanos estuvieron notablemente ausentes.

#### Dimisión
En abril de 2022, el periódico francés Le Monde reveló que Frontex llevó a cabo entre marzo de 2020 y septiembre de 2021 varias docenas de devoluciones ilegales de inmigrantes que intentaban llegar a Grecia desde Turquía, calificándolos engañosamente como «operaciones de prevención de salida» en las bases de datos de Frontex. A los inmigrantes devueltos por la policía griega se les impidió solicitar asilo en Grecia, lo que es contrario al derecho internacional. La falta de interés de Frontex en estas violaciones de los derechos humanos está documentada por la Oficina Europea de Lucha contra el Fraude en un informe no público finalizado en febrero de 2022.
El 28 de abril de 2022 presentó su dimisión después de que la Oficina Europea de Lucha contra el Fraude recomendara la apertura de procedimientos disciplinarios en su contra, tras una exhaustiva investigación sobre casos de devolución ilegal de inmigrantes en la frontera entre Grecia y Turquía. El político francés Jordan Bardella (RN) cree que Fabrice Leggeri fue «perseguido por intentar defender las fronteras», mientras que la líder del grupo de trabajo del Parlamento Europeo sobre Frontex, Tineke Strik, dijo de él que «nunca ha entendido que Frontex debe proteger derechos fundamentales en todas sus actuaciones. El próximo director debe hacer de esto una prioridad absoluta».
Su dimisión se produjo el 28 de abril de 2022, después de una reunión extraordinaria del Consejo de Administración. Frontex aceptó la dimisión de Leggeri, a quien sustituyó temporalmente Aija Kalnaja, directora Ejecutiva Adjunta de mayor rango. No obstante, el Consejo aseguró que tenía previsto nombrar un director ejecutivo interino «lo antes posible». En su carta de dimisión, remitida al Consejo, achacaba las críticas contra su actuación a lo que él llamaba una nueva narrativa, que según sus palabras «Esta narrativa cuenta la historia de que el mandato principal de Frontex debe transformarse en la práctica en una especie de Organismo de Derechos Fundamentales que supervise lo que hacen los Estados miembros en sus fronteras exteriores», algo que él considera que no se corresponde con el mandato que asumió.
El 18 de octubre de 2022, el Parlamento Europeo se negó a aprobar la gestión presupuestaria de Frontex con el voto de 345 eurodiputados, mientras que 284 votaron en contra y 8 se abstuvieron. Las razones que adujeron los eurodiputados fueron la «magnitud de las serias faltas y otras irregularidades» que tuvieron lugar bajo el mandato de Fabrice Leggeri. Según los eurodiputados, la agencia no ha hecho lo necesario para garantizar la protección de los derechos fundamentales de migrantes y solicitantes de asilo y, además, participó en devoluciones ilegales de al menos 957 refugiados entre marzo de 2020 y septiembre de 2021.

### Carrera en la política

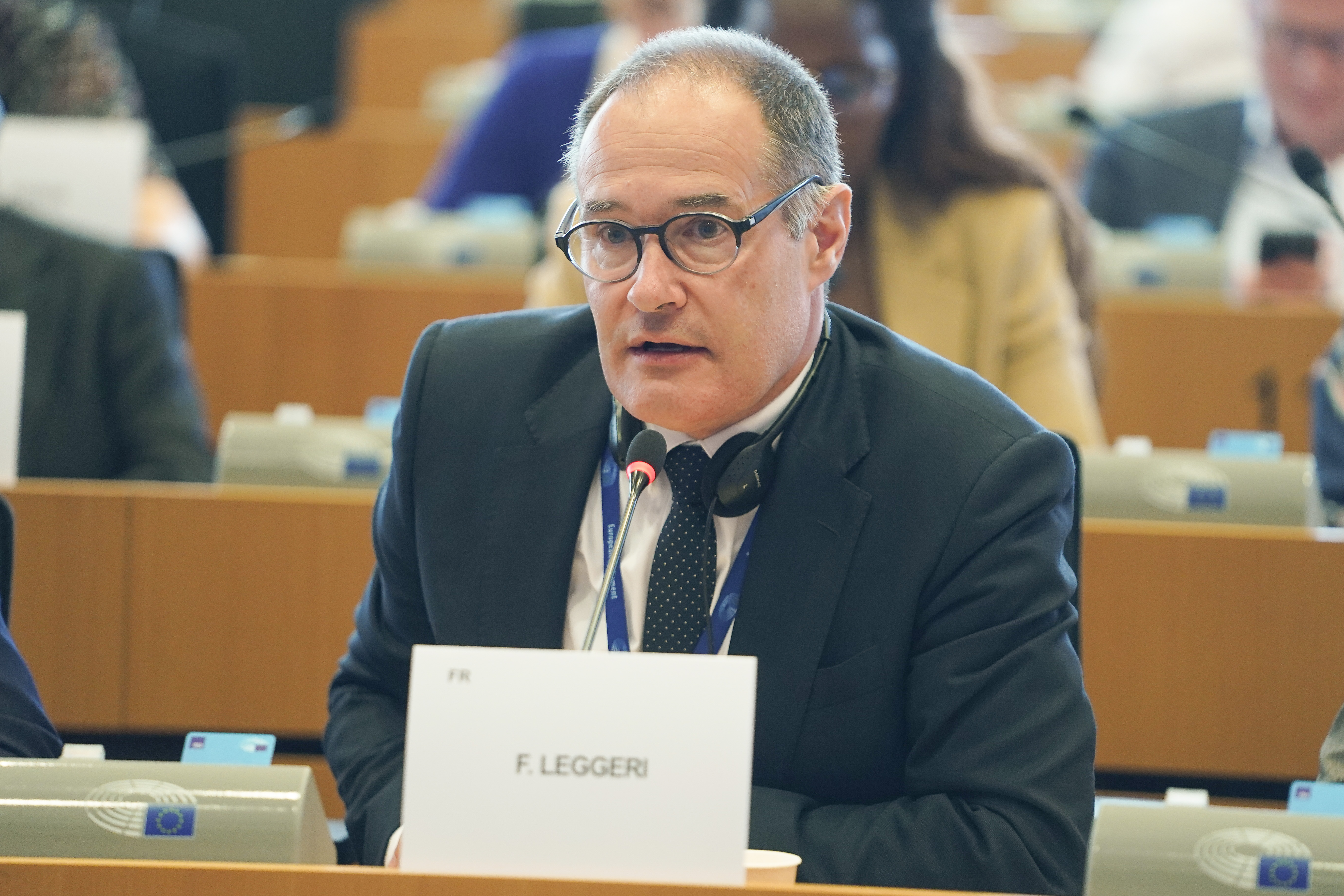
Fabrice durante la reunión constitutiva de la Comisión LIBE

El 18 de febrero de 2024, anunció en una entrevista en Le Journal du Dimanche que había fichado por el partido político de extrema derecha Agrupación Nacional (RN) de cara a las Elecciones al Parlamento Europeo de 2024. Según explicó su salto a la política se debía a que deseaba «poner [su] experiencia y [sus] conocimientos al servicio de los franceses» y que consideraba que RN «es la opción que dará a los franceses la posibilidad de recuperar el control de su futuro».
En abril de 2024, la Liga de Derechos Humanos (LDH) y la asociación de defensa de los migrantes Utopía 56 presentaron una denuncia por complicidad en crímenes de lesa humanidad y en el delito de tortura. Le acusan de haber participado en la devolución de embarcaciones de inmigrantes, así como en las interceptaciones de barcos de inmigrantes por parte de la guardia costera libia.
El 16 de julio de 2024, asumió su puesto como diputado del Parlamento Europeo, donde es miembro de la Comisión de Libertades Civiles, Justicia y Asuntos de Interior (LIBE) y de la Delegación para las Relaciones con la península de Corea.